# Альголизация
Альголизация (водоема) — (от лат. algae — водоросли) введение в водоём зеленой водоросли — хлореллы (штамма этого вида). Основной целью этого метода служит избавление от синезеленых водорослей (цианобактерий), которые токсичны[уточнить] и наносят большой вред не только водоему в целом, но и здоровью животных и человека.

Автором метода является Н.И.Богданов , изложившим суть метода в своей книге "Биологические основы предотвращения "цветения" Пензенского водохранилища синезелеными водорослями". В том же  2008 г. была издана рецензия на книгу Богданова Н.И., написанная коллективом авторов-ведущих специалистов институтов РАН и отраслевых рыбохозяйственных институтов:
Цель настоящей рецензии - обратить внимание заинтересованных научных учреждении и Федеральных органов контроля за состоянием водных ресурсов в санитарно-эпидемиологическом отношении на несостоятельность рекламируемого в рассматриваемой книге способа борьбы с «цветением» водоемов при развитии синезеленых водорослей и необходимость внимательного и критического отношения к различным необоснованным рекомендациям и высказываниям по этой проблеме. Здесь нами осознанно не обсуждаются вопросы, относящиеся к областям здравоохранения, экономики и юриспруденции, хотя они сами собою напрашиваются.
Подводя итоги рассмотрению «творчества» Н.И. Богданова следует повторить, что рецензируемая книга не содержит биологических (научных) основ борьбы с «цветением» водоемов синезелеными водорослями, о которых заявлено в ее названии, и безграмотна в методическом отношении. Она полна противоречий. В ней не приведено данных, убедительно и однозначно отражающих эффективность так называемой «альголизации» водоемов. По существу автор выдает желаемое за действительное. Появление такого беспомощного «произведения» на фоне усиления требований к экологической безопасности хозяйственной и иной деятельности вызывает удивление и не может оставаться без соответствующих оценок. Ни о каком практическом применении «способа» Н.И.Богданова не может быть и речи. В этой связи вызывает удивление стремление отдельных лиц (в том числе специалистов научно-исследовательских учреждений) пропагандировать не только ошибочные, но и, по-видимому, опасные рекомендации. Вероятно, соответствующим компетентным органам целесообразно проверить, как так случилось, что лишенный каких-либо научных оснований и санитарно-эпидемиологических оценок, не апробированный в установленном порядке «способ» начал применяться на ряде крупнейших водоемов страны?
Альголизация впервые начала применяться в России в 1998 году на Пензенском водохранилище, вселением в водоём хлореллы (Chlorella vulgaris ИФР №С-111), но эксперимент был неудачный. Впоследствии альголизация была продолжена и до настоящего времени проводится на многих водоёмах России.
На XI Съезде Гидробиологического общества при Российской академии наук  в 2014 г. принято решение считать так называемый метод «альголизации» водоёмов ложным и наносящим значительный ущерб Российской гидробиологии.
В  условиях  эксперимента  не  выявлено  ингибирующее  влияниe  штамма  водоросли  Chlorella vulgaris  BIN  на  выживание  цианобактерий

## Примеры использования
- В Волгоградской области, начиная с 2005 года, были альголизированы водохранилища Волго-Донского судоходного канала, которые до этого постоянно «цвели» синезелёными водорослями. В результате вселения планктонного штамма хлореллы «цветение» воды было предотвращено.
- В 2007 году были альголизированы некоторые заливы Цимлянского и Волгоградского водохранилищ[8]. Вселение штаммов хлореллы предотвратило «цветение» воды в этих заливах.
- В 2008 году были альголизованы рыбоводные пруды Воронежской, Липецкой, Тамбовской, Белгородской областей, в 2009 году пруды Ставропольского и Краснодарского края, Московской, Ленинградской и Ростовской областей.
- С 2009 по 2011 годы велись работы по очистке Матырского водохранилища.
- В 2010 году на данных водоемах продолжились работы, и к ним присоединились Нижнетагильский городской пруд (7,8 км2), Белоярское водохранилище (42,0 км2).
- В 2011 году количество крупных водоемов пополнилось Леневским (23,0 км2), а также Черноисточинским (26,4 км2) и Верхне-Выйским (6,0 км2) питьевыми водохранилищами.

На сегодняшний день реабилитировано более 500 водоемов общей площадью более 1000 км2. Увеличилось и число рыбхозов, которые понимают необходимость применения суспензии хлореллы в своих хозяйствах. Совокупная площадь зеркала водоемов, альголизированных в 2012 году, составила более 26000 га.
- С 2012 года начались работы с МГУП «Мосводоканал» и ГУП «Водоканал Санкт-Петербурга» по водоемам питьевого назначения и сточным водам.[9]
- 2011-2012 гг. Черноисточинского и Верхне-Выйского водохранилищ[10]

К настоящему времени альголизация водоемов применяется по всей России.

## Критика
Не останавливаясь больше на различных деталях «опытов» Н. И. Богданова, отметим характерное свойство рецензируемой книги: отсутствие четкого описания выдвигаемого автором способа борьбы с цветением - водоемов в связи с развитием синезеленых водорослей. Содержащиеся в тексте высказывания по данному вопросу неоднозначные и могут быть сведены к ряду вариантов. Один из них такой: автор утверждает, что решающая роль в этой борьбе принадлежит планктонным штаммам Chlorella vulgaris (стр. 15-16. 17. 48 и др.) и рецензируемая книга написана для рекламы именно этого способа. По другому варианту новые штаммы хлореллы нужны не для непосредственной борьбы с «цветением» воды синезелеными водорослями, а «...для увеличения роли зеленых водорослей в альгоценозе, как фактора сдерживающего развитие синезеленых...» и ожидаемый эффект может возникать лишь при совместном действии аборигенных видов зеленых водорослей и новых штаммов хлореллы (стр. 5, 42). Далее, по итогам выполненных «опытов» и в ряде высказываний утверждается, что зеленые водоросли сами справляются с развитием синезеленых (стр. 29. 40,41,52). В заключительном разделе книги есть н такой вывод: «Следовательно, защитные возможности фитопланктонного сообщества водохранилища способны сдерживать негативное влияние...» синезеленых водорослей (подчеркнуто рецензентами). Теперь уже не хлорелла сдерживает развитие синезеленых водорослей, а некое фитопланктонное сообщество! Но и это еще не все. В аннотации (оборот титульного листа), на стр. 52 и в заключении Н.И.Богданов, забыв обо всех высказанных вариантах, утверждает в категорической форме, что предотвращение «цветения» воды синезелеными водорослями возможно «...путем альголизации водоемов штаммами хлореллы и вселения в водохранилище рыб растительноядного комплекса».

Так выглядит рекламируемый «способ» Н.И.Богданова при внимательном рассмотрении его книги. Но при обилии разноречивых разъяснений и рекомендаций в книге отсутствует то. что, безусловно, необходимо для практических предложений - нет нормативов, во-первых, по внесению в водоемы рекомендуемых штаммов хлореллы в количествах, способных обеспечить оптимальную плотность клеток в водоеме в зависимости от его экологического состояния (трофности, гидрологии, гидрохимии, глубин, степени зарастания макрофитами и др.), во-вторых, по плотностям посадок молоди рыб-мелиораторов и их рыбоводно-биологическим показателям. Без таких нормативов любые высказываемые рекомендации оказываются голословными и не могут обеспечить на практике ощутимые результаты. Здесь важно отметить, что указанные нормативы должны предлагаться не какой-то частной лавочкой, а рассматриваться и утверждаться соответствующими уполномоченными на то государственными органами, постольку, поскольку рекомендуемые мероприятия касаются водоемов, играющих важнейшую роль в жизни населения обширных регионов (водоснабжение, рекреация, рыболовство). Без соблюдения этого элементарного и законного правила любое практическое применение рекламируемой «методики» недопустимо.

На XI Съезде Гидробиологического общества при Российской академии наук принято решение считать так называемый метод «альголизации» водоемов ложным и наносящим значительный ущерб Российской гидробиологии. 
К настоящему времени накоплено большое количество аргументов против бездумного проведения так называемой альголизации: отсутствие подобного направления в современной биотехнологии микроводорослей, нулевые или даже отрицательные результаты воздействия метода на водоемы, отсутствие прописанной и апробированной методики, неправомерность выводов в связи с ошибочностью применяемой сотрудниками ОАО «Альгобиотехнология» методологии проведения исследования, непредсказуемость и неясность отдаленных последствий для подвергающихся данной операции водных объектов. Вызывает сомнение также качество и чистота используемого для альголизации штамма. Все это ставит под сомнение те рациональные моменты, которые, возможно, содержатся в основе идеи метода альголизации.
Еще  раз  следует  акцентировать  внимание  на том,  что  “альголизация”  в  современной  гидробиологии  не  имеет  научного  обоснования,  фактического подтверждения (за исключением самих разработчиков) и в официальной науке признана лженаукой. Далее везде и повсеместно предлагаем впредь упоминать данный метод только в историческом  контексте,  изъяв  его  из  перечня  методов по борьбе с “цветением воды” синезелеными      водорослями      (цианобактериями)      как противоречащий экосистемному подходу в водохозяйственной деятельности.